# Tim Montgomery
Tim Montgomery (* 28. Januar 1975 in Gaffney, South Carolina) ist ein ehemaliger US-amerikanischer Sprinter.
Montgomery gehörte im 100-Meter-Lauf seit seiner Bronzemedaille bei den Weltmeisterschaften 1997 in Athen zur Weltspitze. Bei den Weltmeisterschaften 2001 in Edmonton gewann er Silber über 100 Meter und Gold mit der US-Mannschaft in der 4-mal-100-Meter-Staffel. Seinen sportlichen Höhepunkt hatte er beim Golden League-Meeting 2002 in Paris, als er den damaligen Weltrekord von 9,78 s über 100 Meter aufstellte.
Jedoch wurden seine Leistungen im Jahre 2004 von dem Schatten der Doping-Affäre um die Firma BALCO und dem von dieser vertriebenen künstlichen Designer-Steroid THG in den USA verdunkelt. Montgomery durfte nicht an den Olympischen Spielen in Athen teilnehmen. Schon bei seinem Weltrekord kamen Verdächtigungen auf. Er lief damals eine Hundertstelsekunde schneller als der bis dahin bekannteste Dopingsünder Ben Johnson 1988 in Seoul, dem einen Tag nach seinem Olympiasieg die Goldmedaille aberkannt wurde.
Im Dezember 2005 wurde er vom Internationalen Sportgerichtshof für zwei Jahre wegen Dopings gesperrt, seine Ergebnisse ab dem 31. März 2001 einschließlich des Weltrekordes wurden annulliert. Einen Tag nach der Entscheidung verkündete Montgomery seinen Rücktritt.
In einem Interview mit dem amerikanischen Pay-TV-Sender HBO gab Montgomery Ende November 2008 zu, bei Olympia 2000 in Sydney mit Testosteron und Wachstumshormonen gedopt zu haben.
Tim Montgomery hatte bei einer Größe von 1,78 m ein Wettkampfgewicht von 73 kg. Zusammen mit seiner einstigen Lebensgefährtin, der US-amerikanischen Sprinterin Marion Jones, hat er einen Sohn.

## Gerichtsprozesse
Am 30. April 2008 wurde Montgomery wegen Drogenhandels in Haft genommen. Er hatte versucht, einem Informanten 111 Gramm Heroin zu verkaufen. Im Mai desselben Jahres wurde er wegen eines Scheckbetrugs, bei dem es um einen Betrag von 3,7 Millionen Euro ging, zu einer Haftstrafe von drei Jahren und zehn Monate verurteilt.
Seine Lebensgefährtin Jones wurde am 11. Januar 2008 bereits wegen Beihilfe und Meineides zu einer sechsmonatigen Haftstrafe verurteilt. Ihr Trainer Steve Riddick und sein ehemaliger Manager Charles Wells waren beteiligt. Riddick erhielt fünf Jahre und drei Monate und Wells sechs Monate Hausarrest.
Im Oktober 2008 erging das Urteil im Strafverfahren wegen des Heroin-Besitzes. Montgomery wurde vom US-Bundesgericht in Norfolk (Virginia) zu weiteren fünf Jahren Gefängnis verurteilt. Montgomery hatte sich schuldig bekannt.